# Ерик Бладстрем
Вестервик
Ерик Бладстрем (швед. Bror Erik Alvar Bladström; Вестервик, 19. март 1918 — Вестервик, 21. мај 1998) бивши је шведски кајакаш који се такмичио на Олимпијским играма 1936. у Берлину. Веслао је у пару са својим земљаком Свеном Јохансоном.

## Спортска биографија
Ерик Бладстрем и Свен Јоханссон освојили су златну медаљу у дисциплини склопиви кајак Ф-2 на 10.000 м на Летњим олимпијским играма 1936. и тако постали први олимпијски победници у тој дисциплини, јер су кајак и кану први пут били у званичном програму олимпијских игара.
Две године касније освојили су у истој дисциплини сребрну медаљу на Светском првенству 1938. у Ваксхолму.

## Занимљивост
Ерик Бладстрем је био најмлађи учесник олимпијских кајакашких такмичења у Берлину 1936. са 18. година и 132 дана.